# Hartfrid Wolff

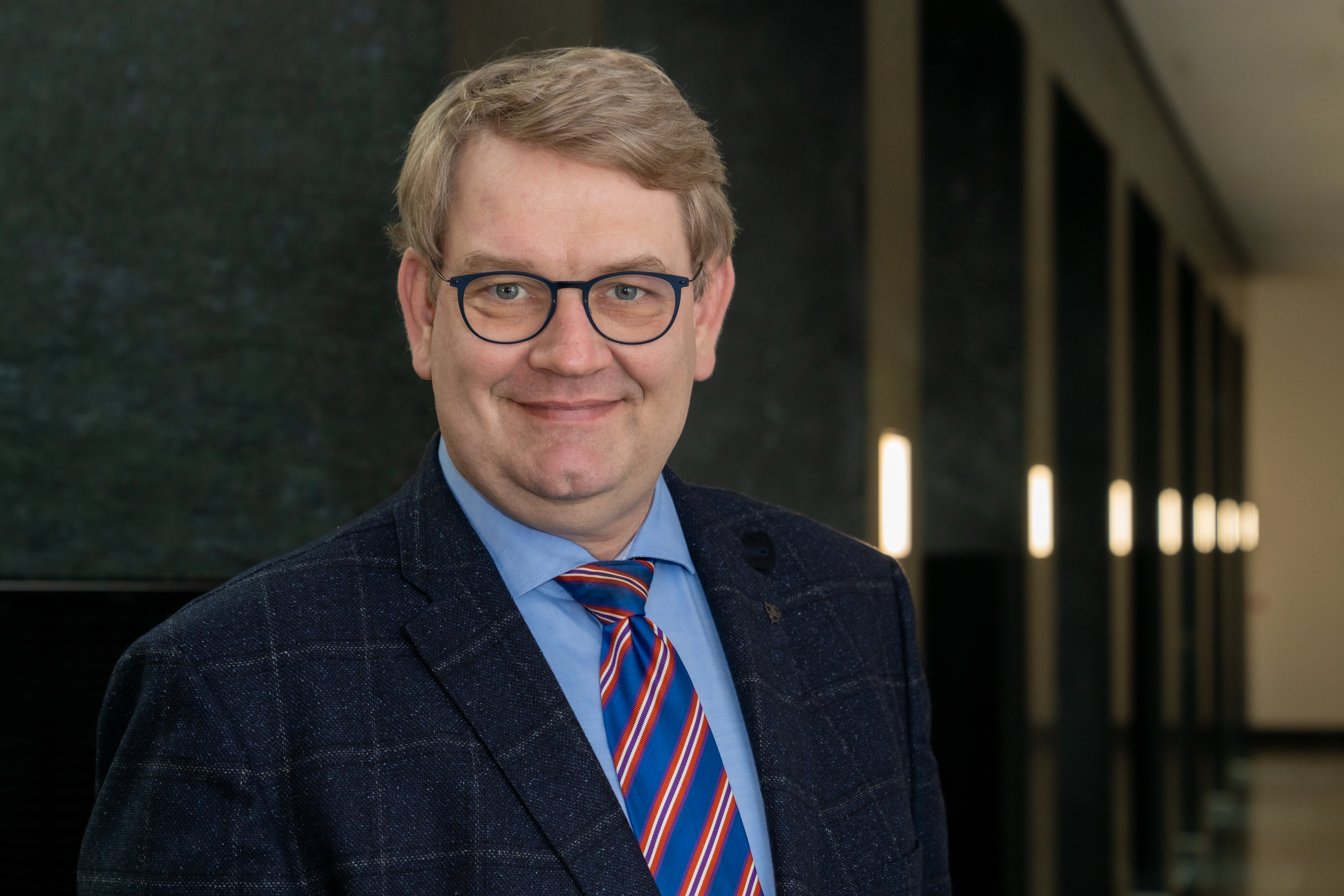

Hartfrid Wolff (* 28. Januar 1971 in Basel) ist ein deutscher Politiker (FDP).

## Leben
Nach dem Abitur 1991 am Gymnasium Grenzach-Wyhlen leistete Wolff seinen Zivildienst ab und absolvierte ab 1992 ein Studium der Rechtswissenschaft in Konstanz und Freiburg im Breisgau, welches er 1997 mit dem ersten juristischen Staatsexamen beendete. Nach Ableistung des Referendariats absolvierte er 1999 das zweite Staatsexamen und wurde als Rechtsanwalt zugelassen. Er ist seitdem in der Wirtschaftsprüfungsgesellschaft KPMG tätig, zu deren Prokurist er 2002 bestellt wurde.
Von 2005 bis 2013 war Wolff Bundestagsabgeordneter. Nach dem Ausscheiden der FDP aus dem Deutschen Bundestag wurde er wieder als Rechtsanwalt bei KPMG in Stuttgart und Berlin tätig.
Er wurde 2014 in den Vorstand der Rechtsanwaltskammer Stuttgart gewählt.
Seit 2022 ist er im Bundesministerium für Digitales und Verkehr als Abteilungsleiter für die Pressearbeit und strategische Planung verantwortlich.
Hartfrid Wolff ist verheiratet und hat zwei Kinder.

## Politik
Wolff ist seit 2007 Vorsitzender des FDP-Bezirksverbands Region Stuttgart. Im Jahr 2009 wurde er in den Bundesvorstand der FDP gewählt (bis 2015) und gehört seit 2005 dem FDP/DVP-Landesvorstand Baden-Württemberg an. Als aktives Mitglied in der Regionalpolitik und Regionalentwicklung gehört er zur zweiten Generation der liberalen „Remstalpolitiker“.
Von 2005 bis 2013 gehörte Wolff dem Deutschen Bundestag an, in den er über die Landesliste Baden-Württemberg einzog. Am 12. November 2009 wurde er in der FDP-Bundestagsfraktion zum Vorsitzenden des Arbeitskreises IV gewählt mit den Politikfeldern: Innen und Recht, Petitionen, Sport, Wahlprüfung, Immunität und Geschäftsordnung. Damit war er Mitglied im Fraktionsvorstand der FDP-Bundestagsfraktion. Er war ordentliches Mitglied im Innenausschuss und stellvertretendes Mitglied im Rechtsausschuss und im Ausschuss für Arbeit und Soziales. Seit 2009 war er Obmann im Parlamentarischen Kontrollgremium für die Nachrichtendienste (2011 auch dessen stellvertretender Vorsitzender) und ab 2012 Obmann im 2. Untersuchungsausschuss des Deutschen Bundestages zum Rechtsextremismus. Er verfasste ein Positionspapier Fachkräfte-Zuwanderung sowie weitere Papiere zur Migrationspolitik, zum Bevölkerungsschutz und zur Inneren Sicherheit. Des Weiteren erarbeitete er mehrere Gesetzentwürfe, u. a. die Umsetzung der Zuwanderungssteuerung über eine „BlueCard EU“ oder zur Intensivierung der parlamentarischen Kontrolle der Nachrichtendienste (vgl. Sondervotum der FDP-Bundestagsfraktion zum 2. Untersuchungsausschuss Rechtsextremismus/NSU des Deutschen Bundestages). In der 17. Wahlperiode des Deutschen Bundestages (2009–2013) war Wolff ebenso stellvertretendes Mitglied der G 10-Kommission
Er gründete 2007 das "Zukunftsforum Öffentliche Sicherheit" (ZÖS) mit und gilt als einer der Väter des "Forschungsforum Öffentliche Sicherheit" aus dem Jahr 2009. Zusammen mit Kollegen aus CDU, SPD und Grünen hat er das Grünbuch Öffentliche Sicherheit des ZÖS herausgegeben und war maßgeblicher Initiator des TAB-Berichts Gefährdung und Verletzbarkeit moderner Gesellschaften – am Beispiel eines großräumigen Ausfalls der Stromversorgung.
Von 2003 bis 2007 war er im ehrenamtlichen Vorstand der Björn-Steiger-Stiftung e.V. und war als Vertreter der FDP-Fraktion 2005–2013 kooptiertes Mitglied im Präsidium der THW-Bundesvereinigung. Der zivilen Sicherheit blieb Wolff auch nach seiner Tätigkeit im Bundestag ehrenamtlich verbunden: von 2014 bis 2019 war Hartfrid Wolff Präsident der Landesverkehrswacht Baden-Württemberg und in der Zeit auch im Vorstand der Deutschen Verkehrswacht. Wolff ist nach wie vor im Beirat des Deutschen Feuerwehrverbandes und im Beirat der Stiftung Wasserrettung sowie im Kuratorium des DLRG Württemberg aktiv.
Seit September 2019 ist Hartfrid Wolff Regionalrat in der Regionalversammlung Verband Region Stuttgart und wirtschaftspolitischer Sprecher der FDP-Fraktion.
Im Juni 2019 veröffentlichte Wolff das Buch "Die Digitale Stadt", in dem kommunalen Entscheidern Hilfestellungen bei der digitalen Transformation gegeben werden sollen.